# Steve Lott

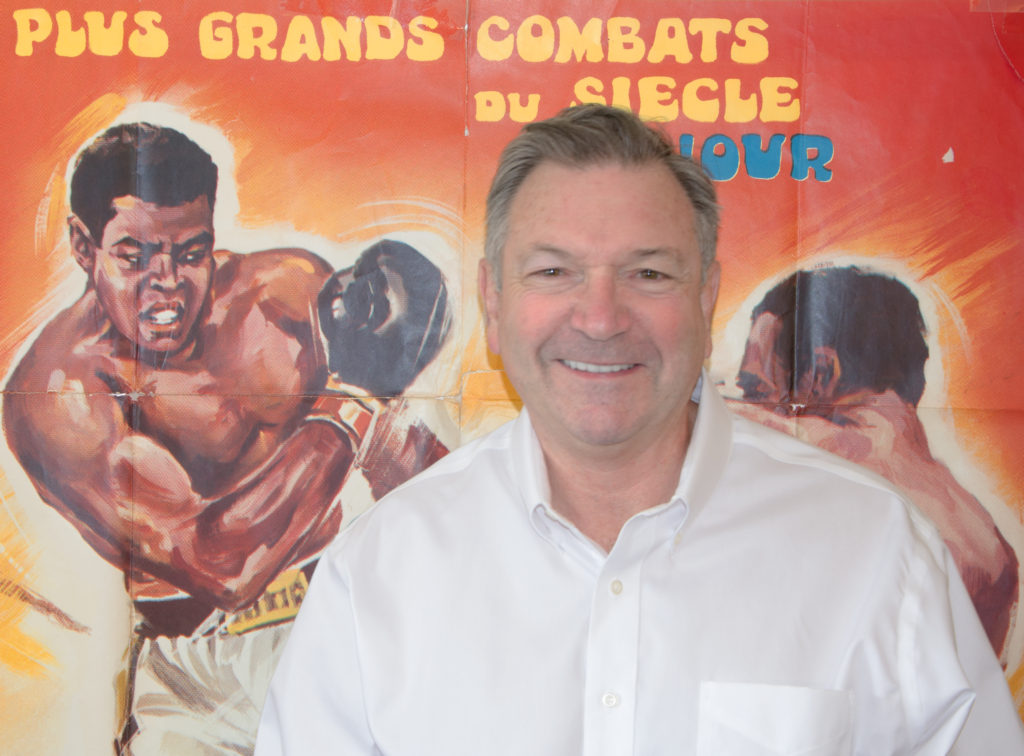
Steve Lott

Steven „Steve“ Lott (* 17. Januar 1950; † 6. November 2021) war US-Amerikaner, CEO of Boxing Hall of Fame in Las Vegas, Nevada; er war ein Experte in der Box-Geschichte, ehemaliger Filmredakteur bei ESPN, sowie der Boxmanager und Assistent der Boxmanager.

## Karriere
Steve Lott war Produzent bei Big Fights Inc. und Manager/Assistent Manager von zehn Boxern, darunter fünf Weltmeistern. Er besitzt eine der weltweit größten Sammlungen einzigartiger Erinnerungsstücke zum Boxen – über 20.000 Artikel, viele davon sind in der neuen Boxing Hall of Fame in SCORE präsentiert. Dem Boxing Hall of Fame gehören klassische Filme und eine Videothek im Wert von 75 Millionen US-Dollar.
Als Assistent Manager und dann Manager von über zehn Kämpfern hat er Beziehungen zu den führenden Mitgliedern der Box Presse sowie zu vielen bekannten Trainern, Boxern, Ringrichtern, Box-Promotern und Prominenten aufgebaut. Er hat auch Veranstaltungsorte wie das South Street Seaport und das National Museum of American Jewish History bei der Entwicklung von Box-Exponaten unterstützt. Er ist auf Larry King Live und in vielen Dokumentarfilmen und TV-Specials erschienen.

## Filmografie
- Knockout (1977)
- Fallen Champ: The Untold Story of Mike Tyson (1993)
- Thrilla in Manila (2008)
- The Garden's Defining Moments (2015)
- Ali vs. Frazier: The Fight of the Century (2015)